# Michael Boskin
Michael Boskin (ur. 23 września 1945 w Nowym Jorku) – amerykański ekonomista, przewodniczący Zespołu Doradców Ekonomicznych w latach 1989–1993.